# Ordine di Hamondieh
L'ordine di Hamondieh era una decorazione del Sultanato di Zanzibar. L'onorificenza fu creata in riconoscimento dei servizi resi al sultano di Zanzibar.
Si veniva insigniti nel seguente ordine di precedenza:
- Grand'ordine
- Prima classe
- Seconda classe
- Terza classe
- Quarta classe
- Quinta classe

## Membri famosi
- Lloyd Mathews - Grand'ordine [1]
- Arthur Raikes - Prima classe[1]
- Ammiraglio Harry Rawson - classe sconosciuta [2]
- Sultano Faysal bin Turki - Prima Classe con brillanti